# Руй Агуаш
Руй Агуаш (порт. José Rui Lopes Águas, нар. 28 квітня 1960, Лісабон) — португальський футболіст, що грав на позиції нападника. Син іншого видатного португальського футболіста і тренера Жозе Агуаша.
Виступав, зокрема, за «Бенфіку» та «Порту», з якими виграв низку національних трофеїв і ставав найкращим бомбардиром Кубка європейських чемпіонів та чемпіонату Португалії. Також грав за національну збірну Португалії, у складі якої був учасником чемпіонату світу.
По завершенні ігрової кар'єри — футбольний тренер. Наразі очолює тренерський штаб збірної Кабо-Верде.

## Клубна кар'єра
Народився 28 квітня 1960 року в місті Лісабон. Вихованець юнацьких команд футбольних клубів «Бенфіка», CAC Портінья та «Спортінг».
У дорослому футболі дебютував 1980 року виступами за команду «Сезімбра», в якій провів два сезони в третьому дивізіоні, після чого ще рік провів у другому дивізіоні, виступаючи за «Атлетіку».
Дебютував в еліті в сезоні 1983/84, коли підписав контракт з клубом португальської Прімейри «Портімоненсі», де провів два сезони.
Своєю грою за останню команду привернув увагу представників тренерського штабу «Бенфіки», до складу якої приєднався влітку 1985 року. Відіграв за лісабонський клуб наступні три сезони своєї ігрової кар'єри. Більшість часу, проведеного у складі «Бенфіки», був основним гравцем атакувальної ланки команди і одним з головних бомбардирів команди, маючи середню результативність на рівні 0,47 голу за гру першості. За цей час виборов титул чемпіона Португалії, два кубка і один суперкубок Португалії. Також він брав участь у 1988 році у фіналі Кубка європейських чемпіонів, коли «червоні» програли по пенальті ПСВ з рахунком 5:6.
Влітку 1988 року Агуаш приєднався до «Порту», вигравши з ним чемпіонат у сезоні 1989/90 з 17 голами в активі. Після цього Агуаш повернувся в «Бенфіку». 30-річний Агуаш забив 25 голів у перший рік після повернення і став найкращим бомбардиром чемпіонату, а команда посіла перше місце. В останньому турі після матчу з «Бейра-Мар» гравцям клубу були вручені медалі чемпіонів, в самому матчі Агуаш забив два голи у другому таймі, «Бенфіка» впевнено виграла з рахунком 3:0. Гравець «Порту» Домінгуш Пасіенсія хоч і зробив покер у матчі з «Віторією» (Гімарайнш) (підсумковий рахунок 5:0), але так і не зміг наздогнати Агуаша в гонці бомбардирів, забивши 24 голи за сезон.
В останньому розіграші Кубка європейських чемпіонів 1991/92 Агуаш отримав серйозну травму коліна в матчі проти «Динамо Київ», але все ж забив п'ять голів у 14 матчах. Вже в 34 роки він покинув «Бенфіку», але залишився в столиці, приєднавшись до клубу «Ештрела Амадора», його кар'єра закінчилася несподіваним переїздом за кордон у січні 1995 року, у складі італійської «Реджяни».

## Виступи за збірну
3 квітня 1985 року дебютував в офіційних матчах у складі національної збірної Португалії в товариській грі зі збірною Італії, яка закінчилася поразкою з рахунком 0:2.
У складі збірної був учасником чемпіонату світу 1986 року у Мексиці, вийшовши на заміну в матчі, який закінчився поразкою з рахунком 1:3 від збірної Марокко.
Його остання гра відбулася 17 листопада 1993 року в кваліфікації до чемпіонату світу 1994 року, Португалія програла Італії з мінімальним рахунком. Протягом кар'єри у національній команді, яка тривала 9 років, провів у формі головної команди країни 31 матч, забивши 10 голів.

## Кар'єра тренера
Розпочав тренерську кар'єру, повернувшись до футболу після невеликої перерви, 1998 року, очоливши тренерський штаб клубу «Ештуріл-Прая».
Наступного року став головним тренером клубу «Віторія» (Сетубал), з якою до кінця сезону виграв шість матчів, три зіграв внічию і зазнав дев'ять поразок, через що за підсумками сезону 1999/2000 «Віторія» була понижена в класі і Агуаша було звільнено з посади. Замість нього головним тренером сетубальців став Жорже Жезуш.
З 2003 по 2006 рік виконував обов'язки асистента головного тренера в клубі «Брага», а 2008 року був асистентом в рідній «Бенфіці».
У серпні 2014 року Агуаш був призначений тренером збірної Кабо-Верде, з якою він працював на кваліфікації і в фінальному раунді Кубка африканських націй 2015 року в Екваторіальній Гвінеї. Команда не вийшла з групи, поступившись за додатковими показниками збірній ДР Конго.

## Титули і досягнення

### Командні
- Чемпіон Португалії (4):

«Бенфіка»: 1986-87, 1990-91, 1993-94
«Порту»: 1989-90
- Володар Кубка Португалії (3):

«Бенфіка»: 1985–86, 1986-87, 1992–93
- Володар Суперкубка Португалії (1):

«Бенфіка»: 1985

### Особисті
- Найкращий бомбардир чемпіонату Португалії: 1990-91 (25 голів)
- Найкращий бомбардир Кубка Португалії: 1985–86
- Найкращий бомбардир Кубка європейських чемпіонів УЄФА: 1987-88 (4 голи)

## Особисте життя
Батько Руя, Жозе Агуаш, також був футболістом і нападником, з успіхом грав за «Бенфіку» і збірну, забивши понад 400 голів за кар'єру.
Його сестра, Єлена Марія, більш відома як Лена д'Агуа, відома португальська поп-співачка.
Двоюрідний брат Руя, Раул Агуаш, також протягом багатьох років був футболістом і тренером.